# Модзві
Модзві (груз. მოძვი) — село в Грузії.
За даними перепису населення 2014 року в селі проживає 738 осіб.